# 대구창조경제혁신센터
대구창조경제혁신센터(大邱創造經濟革新센터, Daegu Center for Creative Economy & Innovation)는 정부·지방자치단체·민간 간 협력을 통한 창조경제 실현 및 확산에 기여하기 위하여 설립된 재단법인이다. 대한민국에서 최초로 개소한 창조경제혁신센터이다. 대구광역시 북구 호암로 51에 있다.
대구창조경제혁신센터는 중소벤처기업부와 대구광역시, 파트너 대기업 삼성전자의 협업을 통해 유망 스타트업의 발굴, 육성, 글로벌 진출을 지원하는 공공액셀러레이터이다. 미래모빌리티, 빅데이터, AI, 로봇, 바이오헬스 분야 등 창업 전주기에 걸친 다양한 창업 지원사업을 운영하고 있으며, 비수도권 최대 창업보육센터 대구스케일업허브, 유니콘랩 대구 등 스타트업 보육을 위한 공간도 지원하고 있다.

## 관련 규정
- 창조경제 민관협의회 등의 설치 및 운영에 관한 규정
- 중소벤처기업부 소관 비영리법인의 설립 및 감독에 관한 규칙
- 중소기업창업 지원법 제52조, 부칙 제4조
- 중소기업창업 지원법 시행령 제27조

## 연혁
- 2014년 3월 17일    대구창조경제협의회(위원 36명) 출범식 (공동회장 : 대구광역시청 경제부시장, 대구상공회의소 상근부회장)
- 2014년 4월 28일    대구창조경제혁신센터 개소식
- 2014년 9월 12일    대구창조경제혁신센터 재단법인 등기
- 2014년 9월 15일    대구창조경제혁신센터 확대 출범식 개최 (대통령 참석)
- 2014년 12월 22일   C-LAB 구축 및 운영
- 2015년 2월 10일    대구삼성창조캠퍼스 기공식
- 2015년 4월 28일    원스톱서비스 개소
- 2016년 12월 27일   대구삼성창조캠퍼스 이전
- 2018년 5월 9일      창업기획자(액셀러레이터) 등록
- 2018년 10월 12일   053창업카페 개소[3]
- 2021년 4월 2일      클러치베타캠퍼스 개소[4]
- 2021년 11월 5일     대구스케일업허브 개관[5]
- 2021년 12월 14일   창업보육센터 사업자 지정
- 2024년 8월 1일      팁스(TIPS) 운영사 협약[6]

## 주요 업무
(비전) 기술창업 중심의 혁신창업 체계 구축
(목표) 혁신성장을 위한 신산업을 선도하는 스타트업 육성 및 스케일업
- (신산업) 대구 5대 미래 신산업 등 고성장 분야의 첨단 스타트업 육성
- (개방형혁신)딥테크 스타트업의 밸류업을 위한 오픈이노베이션 지원
- (해외진출) 글로벌 창업·벤처 네트워크 활용 지역 스타트업 스케일업
(주요사업)
◦ 지역 대·중견·공기업 오픈이노베이션 기능 확대
- 지역 대·중견·공기업의 OI 프로그램 유입을 위한 활동 강화
- 사업화 실증 지원을 통한 동반성장 도모 및 OI 협력생태계 조성
◦ 지역 스타트업 직접투자 기능 확대 및 투자생태계 활성화
- 지역 두 번째 TIPS 운영사로서의 투자 활동 강화를 통한 미래 유망 기술 창업기업을 배출하는 혁신 거점으로 도약
- 스타트업 초기투자 연계를 위한 IR·네트워킹 정기 운영 및 지역 내외 투자사와의 협력체계 강화
◦ 딥테크 스타트업 스타트업 글로벌 진출 확대 기반 구축
- 해외 진출 지원 역량을 보유한 글로벌 AC와 협력하여 글로벌 네트워크 확대 및 공동 프로그램 운영 강화
- 글로벌 데모데이 및 네트워킹 운영을 통해 지역의 우수 스타트업과 글로벌 AC/VC 투자 연계 체계 강화
◦ 센터를 중심으로 지역산업 및 창업 인프라 연계 강화
- 지역 혁신기관·기업의 핵심역량을 활용한 딥테크 스타트업 성장사다리 체계 완성
- 대구 5대 미래 신산업 분야 첨단기업 육성을 위한 협의체 운영 및 관련기관 지원사업 연계 체계 강화

## 조직

### 대구창조경제혁신센터장
| - 전략기획팀 - 혁신경영팀 | - 투자운용팀 - 스케일업허브팀 | - 오픈이노베이션팀 - C-Lab팀 - 지역혁신팀 - 창업육성팀 - 창업기반팀 |

## 같이 보기
| - 서울창조경제혁신센터 - 경기창조경제혁신센터 - 인천창조경제혁신센터 - 강원창조경제혁신센터 | - 대전창조경제혁신센터 - 충남창조경제혁신센터 - 충북창조경제혁신센터 - 세종창조경제혁신센터 | - 광주창조경제혁신센터 - 전남창조경제혁신센터 - 전북창조경제혁신센터 - 빛가람창조경제혁신센터 - 제주창조경제혁신센터 | - 경북창조경제혁신센터 - 울산창조경제혁신센터 - 부산창조경제혁신센터 - 경남창조경제혁신센터 - 포항창조경제혁신센터 | - 대구신용보증재단 - 대구기계부품연구원 - 대구디지털산업진흥원 - 지능형자동차부품진흥원 - 한국섬유개발연구원 - 한국패션산업연구원 - DYETEC연구원 - 대구테크노파크 - 대구은행 |